# 皮塔·陶法托夫瓦
皮塔·陶法托夫瓦（Pita Taufatofua，1983年11月5日—）是一名汤加男子跆拳道兼越野滑雪運動員，現居於澳大利亞布里斯班。他出生於布里斯班，父親是汤加人，母親則為英國裔澳大利亞人，家中共有六個兄弟姊妹，後曾移居汤加。五歲時他開始練習跆拳道運動，後來參加2008年夏季奧林匹克運動會和2012年夏季奧林匹克運動會跆拳道比賽資格賽都功敗垂成，直到2016年夏季奧林匹克運動會才從大洋洲區資格賽中脫穎而出，代表汤加參加該屆夏季奧運會。在該屆開幕典禮中他擔任汤加的入場旗手，穿著汤加傳統服飾「Taʻovala」並秀出油亮的上半身登場，成為開幕典禮的關注焦點之一，不過比賽方面則於第一輪遭到伊朗運動員薩賈德·馬爾達尼淘汰出局。
而後他開始學習越野滑雪，並取得2018年冬季奧林匹克運動會越野滑雪比賽參賽資格。在該屆開幕式中他不畏寒冷再度穿著「Taʻovala」亮相，並參加了越野滑雪比賽中的男子15公里自由式項目，最終名列第114名。
此後他開始挑戰皮划艇競速（K-1）200公尺項目，然而未能取得夏季奧運會參賽資格，不過仍以跆拳道運動員身份在大洋洲區資格賽中獲取2020年夏季奧運會門票。
在这之后他开始重新练习跆拳道，并且取得了2020年夏季奥林匹克运动会跆拳道的门票，开幕式上照旧穿着汤加传统服饰赤膊出场。遗憾的是在比赛中第二局被俄罗斯奥委会选手弗拉迪斯拉夫·拉林淘汰。
他也被聯合國兒童基金會（UNICEF）任命為親善大使，協助無家可歸小孩的相關慈善工作。此外，他從十八歲起也開始從事模特兒行業。

## 外部連結
- TaekwondoData.com （页面存档备份，存于）
- 皮塔·陶法托夫瓦的Facebook專頁
- 皮塔·陶法托夫瓦的X（前Twitter）
- 皮塔·陶法托夫瓦的Instagram帳戶